# Ochanomizu Sola City

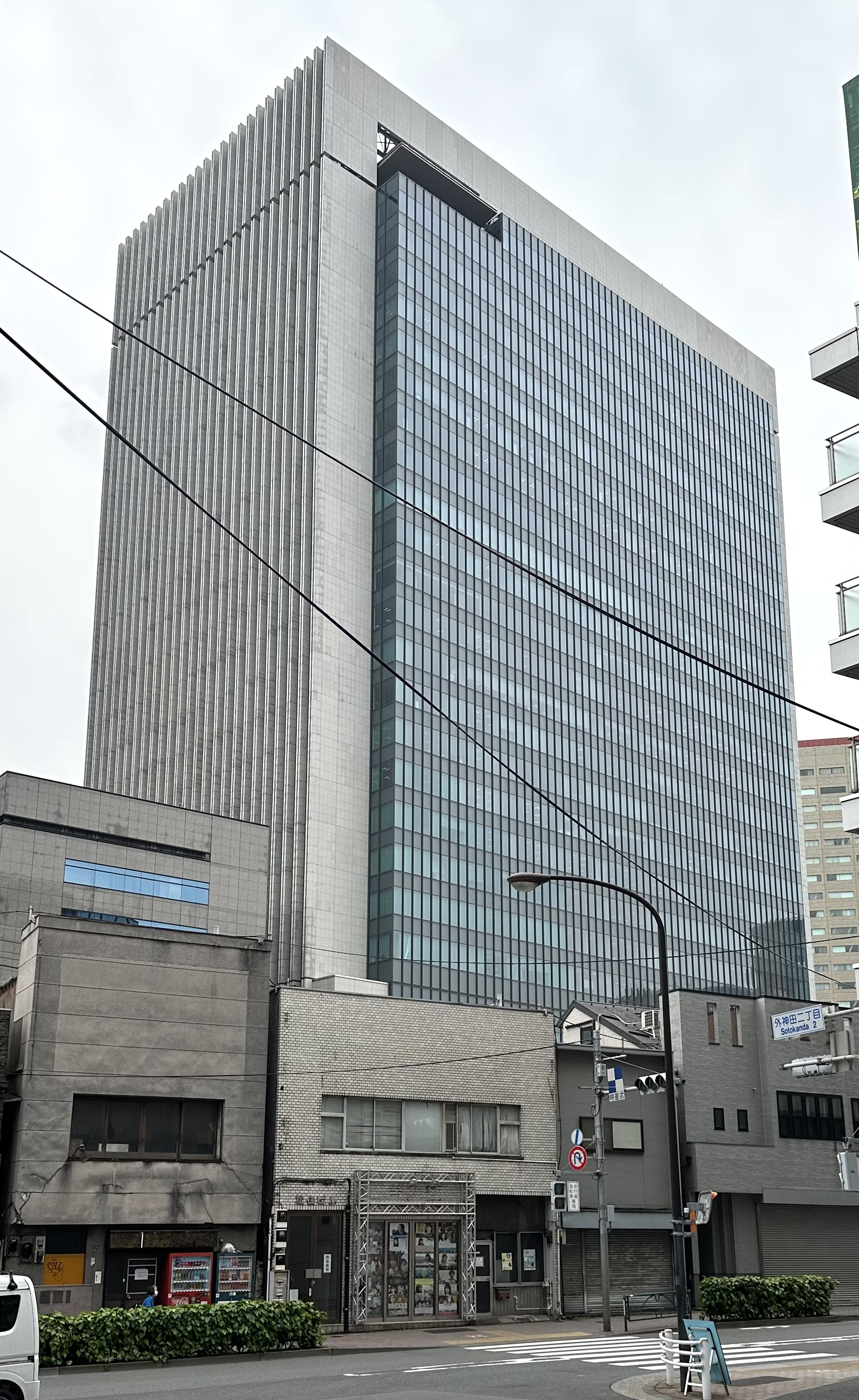
Ochanomizu sola city, 2025

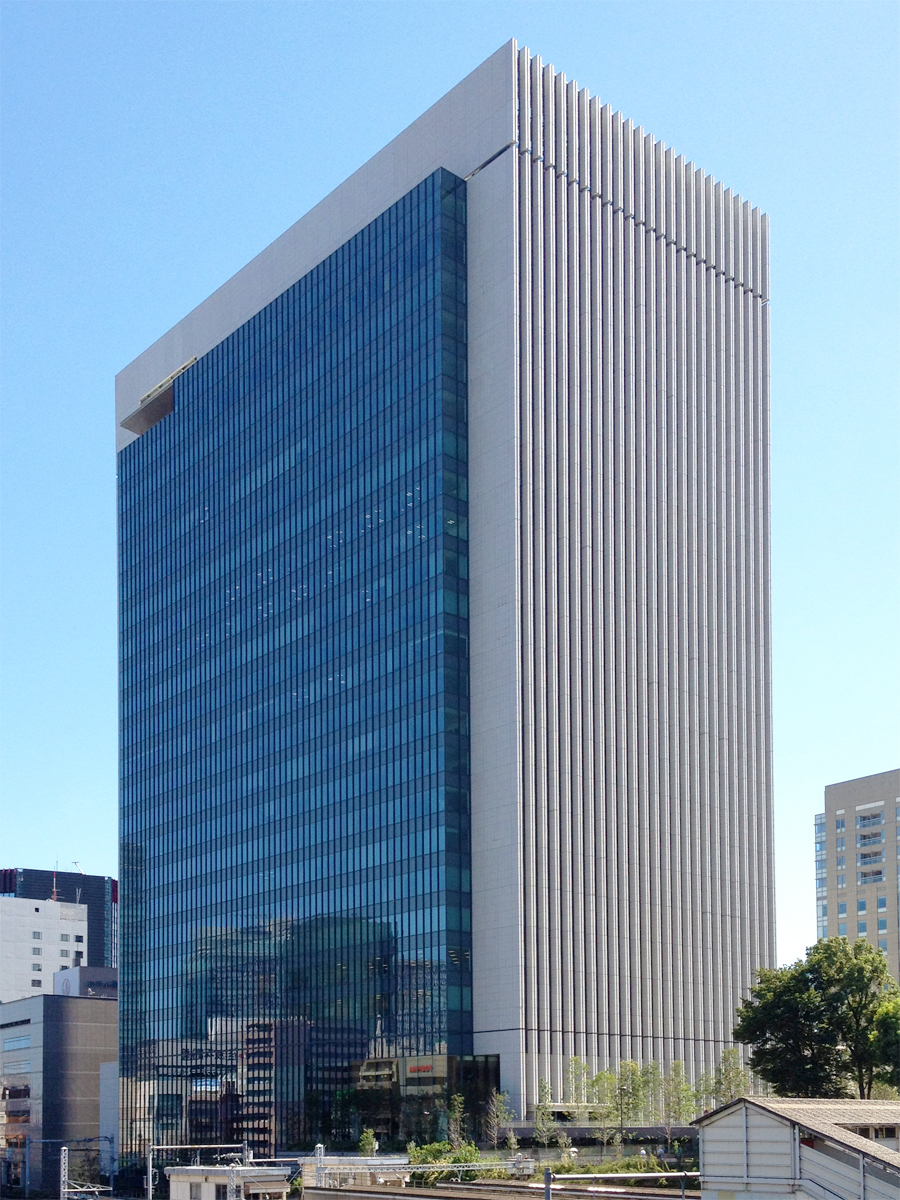
Blick von Nordwesten, 2013

Ochanomizu Sola City (japanisch 御茶ノ水ソラシティ) ist ein Hochhaus in Tokio in Japan.

## Lage
Das Hochhaus steht im Stadtteil Kanda Surugadai des Tokioter Bezirks Chiyoda. Die Adresse lautet 4-6 Kanda Surugadai, Chiyoda-ku, Tōkyō-to.
In unmittelbarer Nähe befindet sich der Bahnhof Ochanomizu, dessen U-Bahnlinien durch den Unterbau des Hauses verlaufen.

## Architektur und Geschichte
Der Gebäudekomplex wurde als Stahl/Stahlbetonkonstruktion errichtet und am 12. April 2013 eröffnet. Er verfügt auf einer Grundfläche von 5.686,98 m² über 23 Geschosse sowie zwei Untergeschosse und erreicht eine Höhe von 109,99 Metern. Auf einer Gesamtfläche von 102.231,55 m² sind Büros, Geschäfte, Bildungseinrichtungen und Konferenzräume untergebracht. Die einzelnen Etagen umfassen zumeist eine säulenfreie durchgängige Nutzfläche von etwa 3.000 m².
Die Fassade ist zum Teil in Stein ausgeführt, maßgeblich jedoch von einer schlichten Gitterstruktur geprägt. Planung und Bau erfolgte durch die Taisei Construction Co.
Mit dem Haus sollte zugleich auch ein neues Wahrzeichen des Stadtteils geschaffen werden. Zuvor befand sich an dieser Stelle der Hauptsitz von Hitachi. Zum Bahnhof hin entstand ein Platz, der die Aufenthaltsqualität, Barrierefreiheit und die Attraktivität für Fußgänger erhöhen sollte.
Außerdem wurden neue Umweltschutzanstrengungen unternommen. Zur Senkung des Stromverbrauchs griff man durchgängig auf LED-Leuchten zurück. Auf der Südseite entstand eine Solaranlage mit 150 kwp, zur Bauzeit die größte Anlage dieser Art auf einem Bürogebäude in Tokio. Durch Nutzung von in der nahen U-Bahn anfallendem Wasser konnte der Wasserverbrauch um 20 % gesenkt werden und eine Energiequelle für die Klimaanlage gewonnen werden. Plätze und Dächer wurden begrünt. Zum Teil konnten vorhandene Bäume erhalten und in die neue Struktur integriert werden. Auch historische Gebäudesubstanz wie Mauern und ehemalige Lagerhäuser wurden in den Komplex einbezogen.
Das Hochhaus wurde erdbebensicher gebaut. Im Bereich zwischen dem zweiten und dritten Geschoss wurde als Erdbebenschutzvorrichtung eine Seismische Isolationsstruktur installiert, die Schäden am Gebäude verhindern soll. Die Notstromversorgung ist auf 72 Stunden ausgelegt. Zudem besteht im zweiten Untergeschoss ein 200 m² großes Lager des Katastrophenschutzes.
Der Name des Gebäudes nimmt auf die historisch in diesem Bereich einmal bestehende Stadt Ochanomizu sowie die Ausstattung mit einer Anlage zur Erzeugung von Solarstrom Bezug. Das Projekt wurde mit mehreren Preisen ausgezeichnet.